# 森蒂內拉德爾孔多爾縣
3°54′S 78°47′W / 3.900°S 78.783°W
森蒂內拉德爾孔多爾縣（西班牙語：Cantón Centinela del Cóndor），是厄瓜多爾的縣份，位於該國南部，由薩莫拉-欽奇佩省負責管轄，始建於1995年3月21日，面積519平方公里，人口7,230，人口密度每平方公里13.93人。